# Bătălia de la Ascalon
Bătălia de la Ascalon a avut loc la 12 august 1099, și este considerată a fi ultima acțiune militară a Primei Cruciade.

## Context
Cruciații negociaseră cu Fatimizii din Egipt în timpul marșului către Ierusalim, dar nu s-a ajuns la un compromis — Fatimizii erau dispuși să cedeze Siria dar nu și Palestina, iar aceasta nu putea fi acceptată de cruciați, al căror scop era Biserica Sfântului Sepulcru din Ierusalim. Ierusalimul a fost capturat de la Fatimizi la 15 iulie 1099, după un lung asediu, și imediat cruciații au aflat că spre ei se îndrepta o armată fatimidă cu scopul de a-i asedia.
Cruciații au acționat rapid. Godefroy de Bouillon a fost numit Apărător al Sfântului Sepulcru la 22 iulie și Arnulf de Chocques, numit patriarh al Ierusalimului la 1 august, a descoperit o relicvă a Sfintei Cruci la 5 august. Solii Fatimizilor au sosit să le ceară cruciaților să părăsească Ierusalimul, dar au fost ignorați. La 10 august, Godefroy a plecat cu restul cruciaților din Ierusalim către Ascalon, la o zi distanță de mers pe jos, în vreme ce Petru Sihastrul împreună cu preoții catolici și ortodocși s-au rugat și au făcut o procesiune de la Sfântul Sepulcru la templu. Robert al II-lea al Flandrei și Arnulf l-au însoțit pe Godefroy, dar Raimond al IV-lea de Toulouse și Robert de Normandia au rămas în urmă, fie pentru că se certaseră cu Godefroy, fie pentru că preferau să afle veștile despre armata egipteană de la propriile lor iscoade. Când prezența egipteană a fost confirmată a doua, au plecat și ei. Lângă Ramla, s-au întâlnit cu Tancred și cu fratele lui Godefroy, Eustațiu, care plecase în aceeași lună să cucerească Nablusul. În fruntea armatei, Arnulf purta fragmentul din Cruce, în vreme ce Raimond de Aguilers purta un fragment din Lancea Sfântă, găsit la Antiohia cu un an în urmă.

## Bătălia
Fatimizii îl aveau în frunte pe vizirul al-Afdal Shahanshah, care comanda probabil 50.000 de soldați (alte estimări vehiculate încep de la 20–30.000 la cifra exagerată de 200.000 apărută în Gesta Francorum). Armata sa era formată din turci selgiucizi, arabi, perși, armeni, kurzi și etiopieni. El intenționa să asedieze cruciații din Ierusalim, deși nu adusese echipamente de asediu; el avea totuși o flotă la dispoziție, și ea strânsă în portul Ascalon. Numărul exact al cruciaților este și el necunoscut, dar Raymond de Aguilers afirmă că ar fi fost 1.200 de cavaleri și 9.000 de pedestrași. Cea mai mare estimare este de 20.000 de oameni dar în acest moment al cruciadei este puțin probabil să fie adevărată. Al-Afdal și-a pus tabăra în câmpia al-Majdal într-o vale de lângă Ascalon, pregătindu-se să-și continue drumul spre Ierusalim și să-i asedieze pe cruciații de acolo, aparent fără să știe că aceștia deja plecaseră să-l întâmpine. La 11 august, cruciații au găsit boi, oi, cămile și capre păscând lângă oraș, strânse acolo pentru a hrăni tabăra fatimidă. Conform prizonierilor luați de Tancred după o mică ciocnire de lângă Ramla, animalele erau acolo pentru a-i încuraja pe cruciați să se împrăștie și să jefuiască zona, și să le fie fatimizilor mai ușor să-i atace. Al-Afdal nu știa încă faptul că cruciații erau în zonă și nu se aștepta la prezența lor. În orice caz, aceste animale au plecat cu ei a doua zi dimineață, făcând ca armata lor să pară mai mare decât era ea de fapt.
În dimineața zilei de 12, iscoadele cruciaților au raportat poziția taberei fatimide și armata s-a îndreptat spre ea. În timpul marșului, cruciații fuseseră organizați în nouă divizii: Godefroy conducea flancul stâng, Raimond pe cel drept, iar Tancred, Eustațiu, Robert de Normandia și Gaston al IV-lea al Béarnului formau centrul; ei erau împărțiți în încă două divizii mai mici, iar câte o divizie de pedestrași mergea în fața fiecăreia. Acest aranjament a fost utilizat și ca linie de luptă lângă Ascalon, centrul armatei fiind între porțile Ierusalim și Iaffa, dreapta aliniată cu coasta Mediteranei, și cu stânga în dreptul porții Iaffa.
Conform majorității relatărilor (atât creștine cât și musulmane), fatimizii au fost luați pe nepregătite, iar bătălia a fost scurtă, dar Albert de Aix a spus că bătălia a durat ceva timp și s-a dat în fața unei armate egiptene destul de bine pregătite. Cele două linii de bătălie au tras cu săgeți una asupra celeilalte până când s-au apropiat destul de mult încât să lupte cu sulițe și cu alte arme de mână. Etiopienii au atacat centrul liniei cruciate, iar avangarda fatimidă a reușit să-i flancheze pe cruciați și să le înconjoare ariergarda, până când Godefroy a sosit să-i salveze. În pofida superiorității numerice, armata lui al-Afdal nu era atât de puternică și periculoasă ca armatele selgiucide cu care luptaseră cruciații mai devreme. Bătălia pare să se fi terminat înainte să fie pregătită cavaleria grea a fatimizilor. Al-Afdal și soldații săi speriați au fugit înapoi în siguranța orașului fortificat; Raymond i-a urmărit pe unii din ei în mare, alții s-au urcat în copaci și au fost uciși cu săgeți, în vreme ce alții au fost călcați în picioare în retragerea spre porțile Ascalonului. Al-Afdal și-a lăsat în urmă tabăra și comorile care au fost capturate de Robert și Tancred. Nu se știe câți cruciați au murit, dar egiptenii au pierdut aproximativ 10–12.000 de oameni.

## Urmări
Cruciații și-au petrecut noaptea în tabăra abandonată, pregătindu-se pentru un alt atac, dar dimineața au aflat că fatimizii se retrag în Egipt. Al-Afdal a fugit pe mare. Au jefuit cât au putut, luând și steagul și cortul lui al-Afdal, arzând restul. S-au întors la Ierusalim la 13 august și, după petreceri, Godfrey și Raymond au revendicat amândoi Ascalonul. Când garnizoana a aflat despre disputa acestora, a refuzat să se predea. După bătălie, aproape toți ceilalți cruciați s-au întors la casele lor în Europa, întrucât își îndepliniseră jurămintele de pelerinaj. La sfârșitul anului mai rămăseseră poate doar câteva sute de cavaleri în Ierusalim, dar aceștia au fost treptat susținuți de noi cruciați, inspirați de succesul primei cruciade.
Deși bătălia de la Ascalon a fost o victorie cruciată, orașul a rămas sub controlul fatimizilor și garnizoana sa a fost repopulată. A devenit bază de operațiuni pentru invaziile Regatului Ierusalimului din fiecare an care a urmat, și acolo s-au dus multe bătălii, până în 1153 când a fost cucerit în cele din urmă de cruciați după asediul Ascalonului.